# NGC 3193
NGC 3193 est une galaxie elliptique située dans la constellation du Lion. NGC 3193 a été découverte par l'astronome germano-britannique William Herschel en 1784.

## Caractéristiques
Sa vitesse par rapport au fond diffus cosmologique est de 1 697 ± 23 km/s, ce qui correspond à une distance de Hubble de 25,0 ± 1,8 Mpc (∼81,5 millions d'al).
NGC 3193 présente une large raie HI. C'est une aussi galaxie LINER, c'est-à-dire une galaxie dont le noyau présente un spectre d'émission caractérisé par de larges raies d'atomes faiblement ionisés.
À ce jour, une vingtaine de mesures non basées sur le décalage vers le rouge (redshift) donnent une distance de 28,275 ± 8,225 Mpc (∼92,2 millions d'al), ce qui est à l'intérieur des valeurs de la distance de Hubble.

## Morphologie
NGC 3193 a été utilisée par Gérard de Vaucouleurs comme une galaxie de type morphologique E2 dans son atlas des galaxies,.

## Groupe compact de Hickson 44

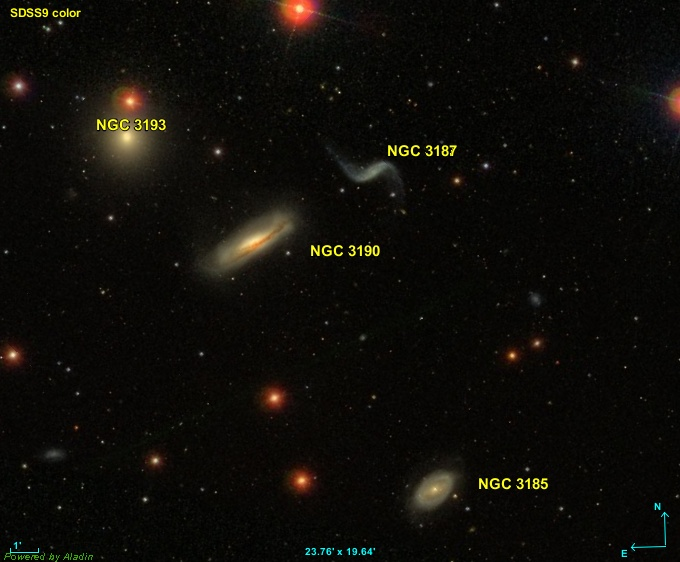
Le grouge compact de Hickson 44.

NGC 3185 (HCG 44c), NGC 3187 (HCG 44d), NGC 3190 (HCG 44a) et NGC 3193 (HCG 44b) forment le Groupe compact de Hickson HCG 44. Les galaxies NGC 3187, NGC 3190 et NGC 3193 apparaissent dans l'atlas d'Halton Arp sous la cote ARP 316.

## Groupe de NGC 3227
NGC 3193 fait partie du groupe de NGC 3227. En plus de NGC 3193 et de NGC 3227, ce groupe comprend au moins 14 autres galaxies dont NGC 3162, NGC 3177, NGC 3185, NGC 3187, NGC 3190, NGC 3213, NGC 3226, NGC 3227, NGC 3287 et NGC 3301.
Sur le site « Un Atlas de l'Univers », Richard Powell place cette galaxie dans le groupe de NGC 3190 avec 4 autres galaxies qui font aussi partie du groupe de NGC 3227 de Garcia, soit NGC 3162, NGC 3185, NGC 3187 et NGC 3190.